# 냉매

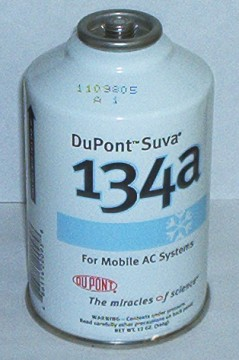
듀폰 R-134a 냉매

냉매(冷媒, Refrigerants)는 열교환기에서 열을 빼앗기 위하여 사용되는 전열물질, 작동유체이다. 응축기, 냉동기를 비롯한 공업용 냉동 시스템에서 쓰이는 물질로 암모니아와 염화플루오린화탄소가 냉매로 가장 많이 쓰인다. 냉매는 공조 시스템 및 히트펌프의 냉동 사이클에 사용되는 작동 유체로, 대부분의 경우 액체에서 기체로 상전이를 반복적으로 겪는다. 냉매는 독성, 가연성, CFC 및 HCFC 냉매가 오존층 파괴에 기여하고 HFC 냉매가 기후 변화에 미치는 영향으로 인해 엄격하게 규제된다.
냉매는 일반적으로 "에어컨" 또는 "히트 펌프"로 알려진 건물 내부에서 외부로(또는 그 반대로) 에너지를 한 환경에서 다른 환경으로 전달하기 위해 직접 팽창(DX) 시스템에 사용된다. 냉매는 kg당 물보다 10배, 공기보다 50배 더 많은 에너지를 운반할 수 있다.
일부 국가에서는 고압(700~1,000kPa(100~150psi)), 극한의 온도(−50°C[−58°F] ~ 100°C[212°F] 이상), ISO 817 및 ASHRAE 34에 따라 분류된 가연성(A1 클래스 불연성, A2/A2L 클래스 가연성 및 A3 클래스 극도의 가연성/폭발성) 및 독성(B1-낮음, B2-중간 및 B3-높음)으로 인해 냉매는 규제를 받는 물질이다.
냉매는 관련 냉매 등급에 대해 자격을 갖춘/인증된 엔지니어에 의해서만 취급되어야 한다. (영국에서는 A1 등급 냉매의 경우 C 및 G 2079, A2/A2L 및 A3 등급 냉매의 경우 C 및 G 6187-2)

## 같이 보기
- 고염수

## 참고 자료
- 이 문서에는 다음커뮤니케이션(현 카카오)에서 GFDL 또는 CC-SA 라이선스로 배포한 글로벌 세계대백과사전의 내용을 기초로 작성된 글이 포함되어 있습니다.